# Richard Schoon
Richard Roland Schoon (ur. 23 czerwca 1928) – singapurski hokeista na trawie, olimpijczyk.
Uczestnik Letnich Igrzysk Olimpijskich 1956. Reprezentował Singapur wyłącznie w spotkaniu rundy klasyfikacyjnej o miejsca 5–8, w którym rywalem Singapuru była kadra Nowej Zelandii (mecz zakończył się porażką Singapuru 0–13). Jego reprezentacja zajęła finalnie 8. miejsce w stawce 12 zespołów. Mecz przeciwko Nowozelandczykom był debiutem Schoona w reprezentacji narodowej.